# Hoek van Holland (gebied)

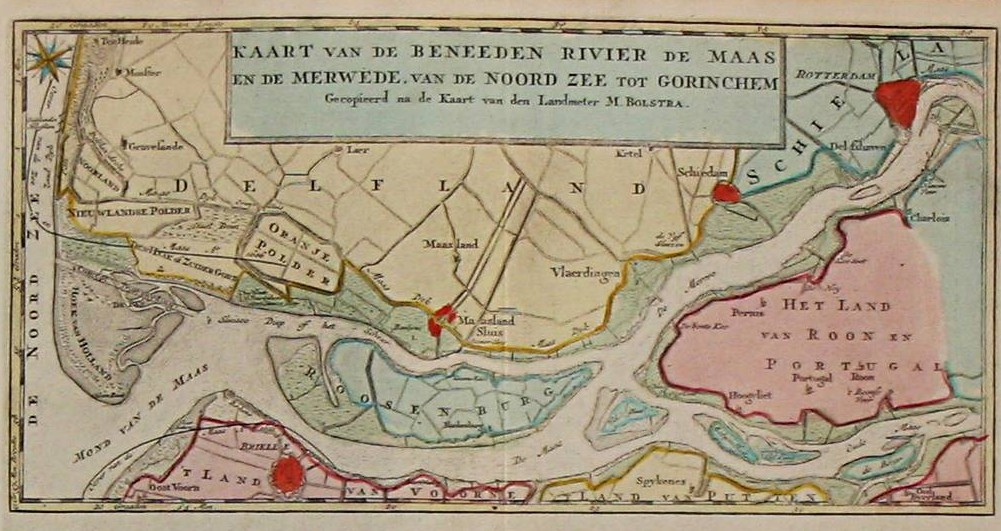
De Hoek van Holland bij de monding van de Brielse Maas op een kaart uit 1769

Hoek van Holland was een gebiedsaanduiding voor het meest zuidelijke deel van de duinenrij van Holland. Deze hoek van Holland raakte door de aanleg van de Nieuwe Waterweg in 1872 gescheiden van het vasteland van Holland.
In het gebied lag tot eind jaren 1950 het vogelreservaat De Beer. Bij de aanleg van het haven- en industriegebied Europoort verdween dit natuurreservaat. Van de oorspronkelijke Hoek van Holland is niets meer terug te vinden.
Sinds 2014 hanteert de gemeente Rotterdam voor de plaats en voormalige deelgemeente Hoek van Holland eveneens de term "gebied".